# سیارک ۱۶۲۳۶
سیارک ۱۶۲۳۶ (به انگلیسی: 16236 Stebrehmer، نامگذاری:2000GG51) شانزده هزار و دویست و سی و ششمین سیارک کشف شده‌است که در ۵ آوریل ۲۰۰۰ کشف شد.
قدر مطلق سیارک برابر ۱۵.۵ است.